# 瓦勒德万
瓦勒德万（法語：Val d'Oingt，法語發音：[val dwɛ̃]）是法国罗讷省的一个市镇，属于索恩河畔自由城区。该市镇于2017年1月1日由原市镇万村、勒布瓦德万和圣洛朗德万合并而成，行政中心位于勒布瓦德万。

## 地名
“瓦勒德万”（Val d'Oingt）一名在法语中意为“万村之谷”。

## 地理
瓦勒德万（45°55'16"N, 4°35'10"E）面积18.1 平方千米，位于法国奥弗涅-罗讷-阿尔卑斯大区罗讷省，该省份为法国中东部省份，北起顺时针与索恩-卢瓦尔省、安省、里昂大都会、伊泽尔省和卢瓦尔省接壤。
与瓦勒德万接壤的市镇（或旧市镇、城区）包括：圣波勒、维尔叙雅尔尼乌、泰泽、穆瓦雷、巴尼奥勒、莱尼、圣韦朗、泰尔南、勒布勒伊。
瓦勒德万的时区为UTC+01:00、UTC+02:00（夏令时）。

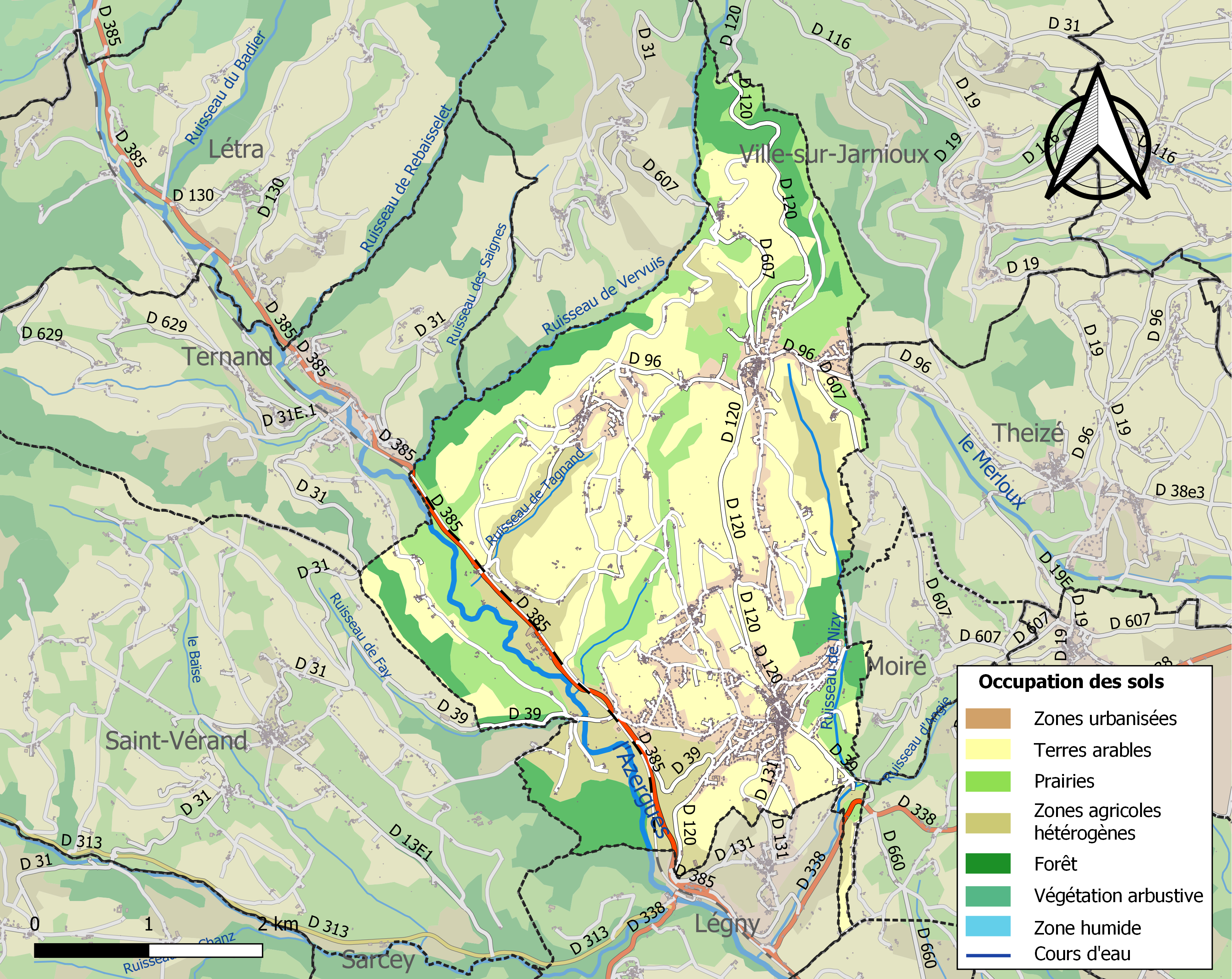
瓦勒德万的OSM定位图

## 行政
瓦勒德万的邮政编码为69620，INSEE市镇编码为69024。

## 政治
瓦勒德万所属的省级选区为瓦勒德万县。

## 人口
瓦勒德万于2022年1月1日时的人口数量为4143人。